# وولوستون
وولوستون (به انگلیسی: Woolverstone) یک روستا و محله مدنی در بریتانیا است که در Babergh واقع شده‌است. وولوستون ۲۶۵ نفر جمعیت دارد.